# Anna-Mart van der Merwe
Anna-Mart van der Merwe es una cineasta y actriz sudafricana. Es conocida por su participación en las películas Stuur groete aan Mannetjies Roux, Poppie Nongena y Kanarie, así como por las telenovelas Soul City, Binnelanders y 7de Laan.

## Biografía
van der Merwe nació el 9 de agosto de 1963 en Vredendal, Sudáfrica. Asistió al Vredendal High School y completó una licenciatura en Idiomas de la Universidad de Ciudad del Cabo. Posteriormente completó un diploma en Oratoria y Drama en la misma universidad. Fue nominada al premio ŉ Fleur de Cap en la categoría de Estudios Más Prometedores.

## Carrera profesional
Después de graduarse en 1987, le ofrecieron un contrato de dos años con el entonces TRUK en el Windybrow Theatre en Hillbrow, Johannesburgo. Durante este período, actuó en producciones teatrales como: Las mujeres de Troya, Las brujas de Salem, Boo to the Moon y Sing You of Bombs. En 1989 terminó su período de contrato y luego se convirtió en actriz independiente. Debutó como actriz en la serie de televisión Uitdraai producida por Annie Basson. Posteriormente, se unió al elenco de series como: Sonkring 1 en 2, Torings, Konings, Onder Draai die Duiwel Rond, Soul City, Amalia, Binnelanders, 7de Laan y Tydelik Terminaal gevolg.
Debutó en cine con Die Storie van Klara Viljee dirigida por Katinka Heyns en 1992. Después, apareció en películas, como: The Long Run, Red Dust, Hanna Hoekom, Stuur Groete aan Mannetjies Roux, Dis Koue Kos Skat. En 1994, actuó en la telenovela Soul City, por cuyo participación ganó el Trofeo Avanti a la Mejor Actriz de Reparto - Categoría Serie Dramática en los Premios NTVA Avanti. En 2009, se unió al elenco de 7de Laan como "Christelle Terreblanche". Por este papel, ganó el Cuerno de Oro SAFTA como Mejor Actriz de Reparto en la categoría Soap de televisión en los Premios de Cine y Televisión de Sudáfrica (SAFTA). En 2013, protagonizó Stuur groete aan Mannetjies Roux, por cuya actuación ganó la categoría Mejor Actriz en el Festival Silwerskerm 2014.
En 2018, fue nominada al Cuerno de Oro SAFTA como Mejor Actriz de Reparto en la categoría de Largometraje por el papel de "Arlene Louw" en la exitosa película Kanarie dirigida por Christiaan Olwagen. En 2019, actuó en la película Poppie Nongena e interpretó el papel de "Antoinette Swanepoel". En el Festival Silwerskerm, van der Merwe junto con el equipo de filmación ganó el premio al mejor reparto. Luego ganó el premio SAFTA Golden Horn a la Mejor Actriz de Reparto - Categoría de Largometraje en SAFTA en 2020.
También se ha mantenido activa en el teatro participando en numerosas obras como; La gaviota, Uit die Bloutev, Generaal Mannetjies Mentz, King Lear, Uncle Vanya / Oom Wanja, Twaalfde Nag, Begeerte, God of Carnage, Macbeth-Slapeloos, People is Living There, Skuldeisers, The Mother , Fotostaatmasjien y Liewer.

## Filmografía
| Año  | Título                                     | Rol                     | Tipo                     | Ref.   |
| ---- | ------------------------------------------ | ----------------------- | ------------------------ | ------ |
| 1988 | Uitdraai                                   | Cornelie                | Película para televisión |        |
| 1990 | Veldslag                                   | Dolly                   | Miniserie de televisión  |        |
| 1991 | Die Sonkring                               | Maryna du Plessis       | Serie de televisión      |        |
| 1991 | Taxi to Soweto                             | Miss Rautenbach         | Película                 | [ 16 ] |
| 1992 | Die Storie van Klara Viljee                | Klara Viljee            | Película                 | [ 17 ] |
| 1992 | Konings                                    | Rika Roodt              | Serie de televisión      |        |
| 1993 | Die Sonkring II                            | Maryna MacDonald        | Serie de televisión      |        |
| 1994 | Torings                                    | Rika Groenewald         | Serie de televisión      |        |
| 1994 | Paradys                                    |                         | Serie de televisión      |        |
| 1995 | The Syndicate                              | Marsha Delport          | Serie de televisión      |        |
| 1995 | Viva!                                      | Nikki                   | Serie de televisión      |        |
| 1969 | Vierspel                                   | Lollie                  | Serie de televisión      |        |
| 1996 | Hagenheim: Streng Privaat                  | Veronica Williams       | Serie de televisión      |        |
| 1997 | Onder Draai die Duiwel Rond                | Brenda le Roux          | Serie de televisión      |        |
| 1998 | Samaritaan                                 | Rosa                    | Serie de televisión      |        |
| 1999 | Saints, Sinners and Settlers               | Alie                    | Película                 | [ 18 ] |
| 2000 | Desert Diners                              |                         | Película                 |        |
| 2001 | The Long Run                               | Anna                    | Película                 |        |
| 2005 | Amalia                                     | Dr. Sanet Visser        | Serie de televisión      | [ 9 ]  |
| 2006 | Amalia 2                                   | Dr. Sanet Visser        | Serie de televisión      |        |
| 2008 | Feast of the Uninvited                     | Martie van Wyk          | Serie de televisión      |        |
| 2008 | Skin                                       | Anna Roux               | Película                 |        |
| 2009 | 7de Laan                                   | Christelle Terreblanche | Serie de televisión      | [ 9 ]  |
| 2009 | Binnelanders                               |                         | Serie de televisión      | [ 9 ]  |
| 2010 | Die Ongelooflike Avonture van Hanna Hoekom | Mana                    | Película                 |        |
| 2013 | Die Ballade van Robbie de Wee              | Erna Verwey             | Película                 |        |
| 2013 | Stuur groete aan Mannetjies Roux           | Koba Basson             | Película                 |        |
| 2016 | Dis Koue Kos, Skat                         | Clara Brand             | Película                 |        |
| 2018 | Kanarie                                    | Arlene Louw             | Película                 |        |
| 2019 | Poppie Nongena                             | Antoinette Swanepoel    | Película                 | [ 19 ] |
| 2019 | Tydelik Terminaal                          | Julie                   | Miniserie de televisión  |        |
| 2021 | Reyka                                      | Elsa                    | Serie de televisión      |        |

## Vida privada
Está casada con George Ware, un empresario de Zimbabue.